# Rörelsen för frihetens och demokratins Europa
Rörelsen för frihetens och demokratins Europa (MELD) var ett euroskeptiskt europeiskt högerparti som var associerat med Gruppen Frihet och demokrati i Europa (EFD) i Europaparlamentet. Det bildades 2011. Dess partiledare var Nikki Tzavela från Grekland. Det upplöstes 2015 av Europaparlamentet på grund av missbruk med partibidrag.